# Brendan Robinson
Brendan Robinson (* 1. März 1990 in Portland, Oregon) ist ein US-amerikanischer Schauspieler, Autor und Filmproduzent, der durch seine Rolle als Lucas Gottesman in der ABC-Family-Fernsehserie Pretty Little Liars bekannt wurde.

## Leben
Robinson startete seine Karriere mit den Kurzfilmen Campus Daze und The After Party, den er auch produzierte. Er hatte mehrere Gastauftritte in Fernsehserien wie Miss Behave oder Cold Case – Kein Opfer ist je vergessen.
Im Frühjahr 2010 sprach Brendan für die Rolle Mike Montgomery beim Pretty-Little-Liars-Cast vor. Er bekam die Rolle nicht, stattdessen wurde er für die wiederkehrende Rolle Lucas Gottesman besetzt, die er seit Beginn der Serie verkörpert.

## Filmografie (Auswahl)
Film
- 2008: Campus Daze (Kurzfilm)
- 2009: The After Party (Kurzfilm)
- 2010: The River Why
- 2010: Rid Of Me
- 2010: The Do-Deca Pentathlon
- 2013: Feels so good
- 2022: Ambulance

Fernsehserien
- 2010: Cold Case – Kein Opfer ist je vergessen (Cold Case, Episode 7x21)
- 2010: Miss Behave (3 Episoden)
- 2010–2017: Pretty Little Liars (35 Episoden)
- 2011: Meine Schwester Charlie (Good Luck Charlie, 2 Episoden)
- 2012: Review (Episode 1x05)
- 2012: How I Met Your Mother (Episode 7x19)
- 2012: Weeds – Kleine Deals unter Nachbarn (Weeds, 2 Episoden)
- 2015: Bones – Die Knochenjägerin (Bones, Episode 10x12)
- 2017: Beerfest (6 Episoden)